# 瓦尔德豪森
瓦尔德豪森是奥地利下奥地利州茨韦特尔县的一个市镇。总面积39.85平方公里，总人口1313人，人口密度32.9人/平方公里（2005年）。